# Madeleine Fischer
Madeleine Fischer (Romanshorn, 12 novembre 1935 – Gubbio, 8 aprile 2020) è stata un'attrice e imprenditrice svizzera naturalizzata italiana.

## Biografia

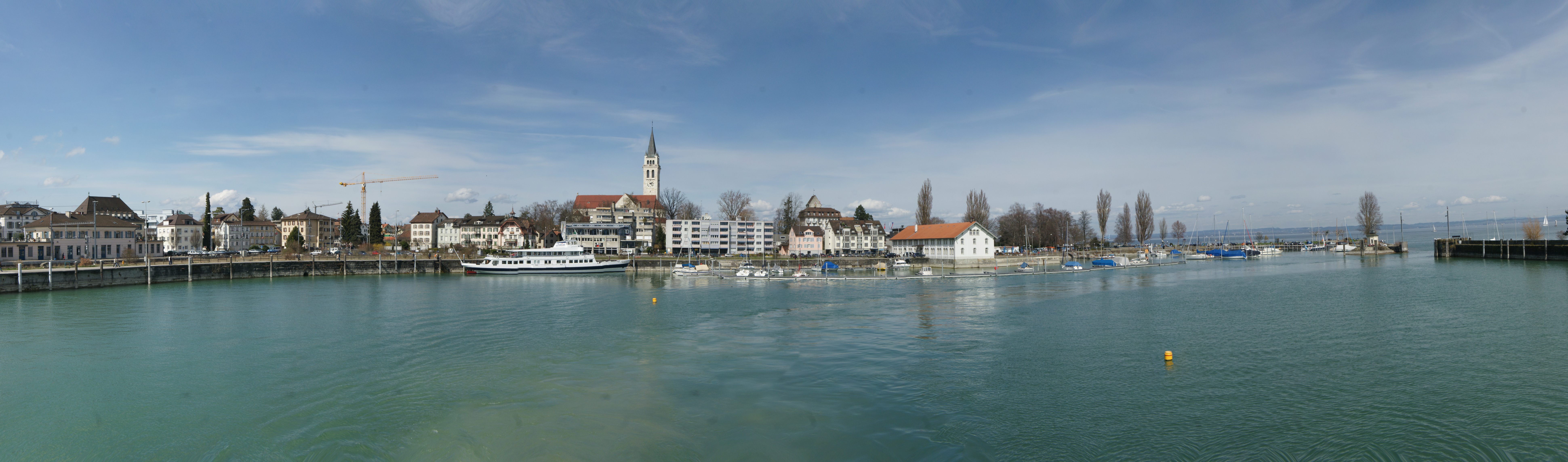
Romanshorn, città natale di Madeleine Fischer

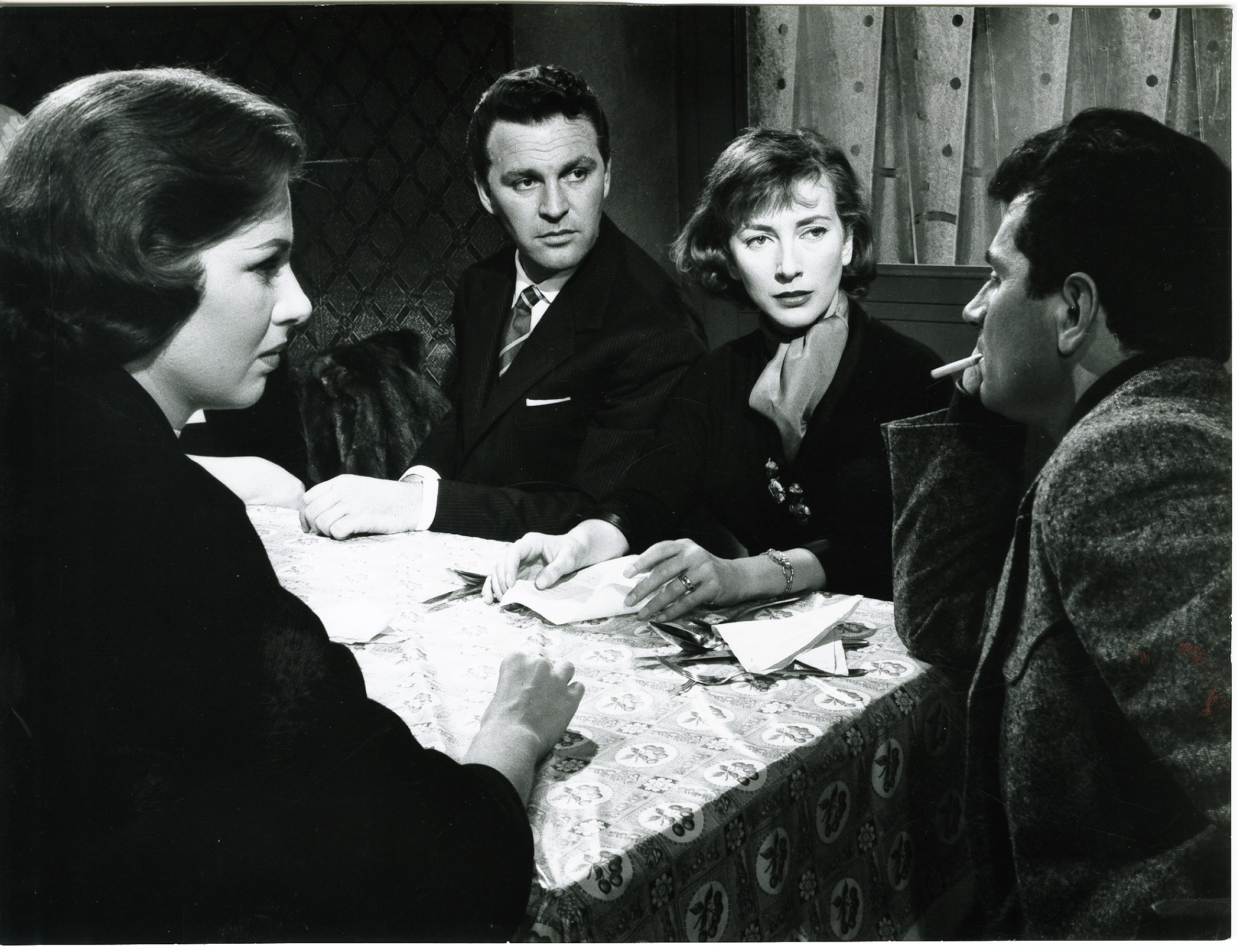
Madeleine Fischer (a sinistra) con Franco Fabrizi e Valentina Cortese in una scena del film Le amiche del 1955 diretto da Michelangelo Antonioni.

Figlia di un facoltoso industriale elvetico, Hans, e di Lea Pittoni, professoressa italiana di lingua tedesca, trascorse i suoi primi anni a Romanshorn, dove ebbe, secondo i voleri del padre, una formazione caratterizzata da spirito imprenditoriale e commerciale. Nel contempo, da parte materna, ricevette un'educazione tutta italiana, ispirata alle lettere e l'arte. Dopo il divorzio dei genitori, negli anni cinquanta decise di raggiungere la madre, che viveva a Roma.
Dopo una breve esperienza come indossatrice per alcune case di moda, fu introdotta nel mondo del cinema, dove conobbe ed entrò in amicizia con personaggi come Gabriele Ferzetti, Monica Vitti e Michelangelo Antonioni.
Debutta nel cinema nel 1953 con l'episodio Quattro attrici, una speranza di Siamo donne, diretta da Alfredo Guarini. Due anni più tardi, Antonioni, in Le amiche, le affida il ruolo che la rende celebre, quello di Rosetta Savoni, la ragazza sensibile che giunge al suicidio per amore di un pittore. Subito dopo interpreta Carla Alberini, nel film di Antonio Pietrangeli, Lo scapolo, accanto ad Alberto Sordi, e quindi, sempre con Sordi, è Liliana ne I pappagalli di Bruno Paolinelli. L'inizio della carriera è promettente ma in seguito avrà pochi ruoli sul grande schermo: lavora con Carlo Ludovico Bragaglia, Turi Vasile, Paolo Heusch (nel primo film di fantascienza italiano, La morte viene dallo spazio) e Pino Mercanti.
Dopo il matrimonio con un professionista romano, nel 1958, lascia definitivamente il cinema.
Terminata una breve esperienza dedicata alla fotografia di scena, stringe un sodalizio commerciale con il produttore discografico, Alberigo Crocetta. Sfruttando il successo del Piper Club e della Musica beat, negli anni sessanta, apre, nel cuore pariolino di Roma, dei negozi di abbigliamento alla moda d'avanguardia, per giovani e bambini, come Il Piper Market e il Piperino, che presto diventano un punto di riferimento per i giovani dai gusti ricercati.
Continuò la sua attività nel mondo della moda e nella pubblicità, vivendo a Milano e saltuariamente a New York. Finito il primo matrimonio, scelse come nuovo compagno il conte Amedeo Malingri di Bagnolo, professionista in tecniche fotografiche e cinematografiche. Con i suoi fratelli era noto soprattutto per la sua passione per la vela. Passione che coinvolse anche la Fischer, che in quegli anni, insieme al nuovo marito, si cimentò con successo nella circumnavigazione del globo.
Negli anni settanta decise di ritirarsi nelle campagne umbre. Organizzò il restauro un ampio complesso monastico già di proprietà della famiglia. Lo adibì a scuola, per il recupero di antiche arti e mestieri. A titolo gratuito accolse studenti per corsi dediti alla realizzazione di manufatti al telaio, manufatti di ceramica e di rame e opere di falegnameria. Più tardi, decise di riconvertire il complesso in un centro turistico alberghiero.
Negli anni che seguirono scrisse alcune sceneggiature, che però non trovarono uno sbocco sul grande schermo. Realizzò comunque, nel 2004, un lungometraggio, chiamato Uròboro, versione postmoderna della fiaba di Cappuccetto Rosso in forma d'opera buffa. Affidò la colonna sonora agli esordienti Guappecartò.
Madeleine Fischer ha continuato la sua attività artistica e imprenditoriale in Umbria fino alla sua morte avvenuta a Gubbio l'8 aprile 2020.

## Filmografia

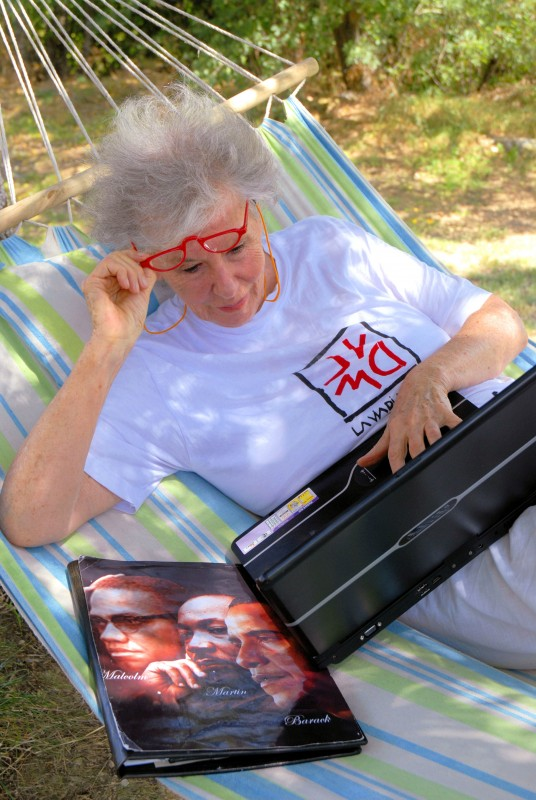
Madeleine Fischer nel 2013

- Quattro attrici, una speranza, episodio di Siamo donne, regia di Alfredo Guarini (1953)
- Le amiche, regia di Michelangelo Antonioni (1955)
- Lo scapolo, regia di Antonio Pietrangeli (1955)
- I pappagalli, regia di Bruno Paolinelli (1955)
- La grand mentira, regia di Rafael Gil (1956)
- Classe di ferro, regia di Turi Vasile (1957)
- Lazzarella, regia di Carlo Ludovico Bragaglia (1957)
- La morte viene dallo spazio, regia di Paolo Heusch (1958)
- L'ultima canzone, regia di Pino Mercanti (1958)

## Doppiatrici
- Fulvia Mammi in Le amiche, Lo scapolo
- Maria Pia Di Meo in Classe di ferro
- Rina Morelli in Lazzarella
- Luisella Visconti in La morte viene dallo spazio